# Adam Ratajczyk
Adam Ratajczyk (ur. 12 czerwca 2002 w Warszawie) – polski piłkarz występujący na pozycji pomocnika w polskim klubie Arka Gdynia. 

## Kariera klubowa
Wychowanek Znicza Pruszków. W 2018 został zawodnikiem ŁKS-u Łódź, w barwach którego zadebiutował w  najwyższej klasie rozgrywkowej w 13. kolejce sezonu 2019/2020, w spotkaniu z Rakowem Częstochowa.  
W październiku 2020 został zawodnikiem Zagłębia Lubin. 2 września 2022 został wypożyczony do Stali Mielec, do końca sezonu 2022/2023, bez opcji wykupu. 